# Логиновка (Саратовская область)
Логиновка — село в Краснокутском районе Саратовской области России. Административный центр Логиновского сельского поселения.

## География
Логиновка располагается на правом берегу Еруслана в 8 км к северо-востоку от районного центра Красного Кута и в 95 км к юго-востоку от Саратова. Через село проходит автодорога, связывающая Красный Кут с Саратовом и Ершовом.

## Топоним
Селение долгое время имело двойное название Нижний Еруслан (Логинов хутор тоже). Оно было размещено на месте хутора Логина Павловича Беспалого (1768—1819), солевозца, который основал хутор вместе с компаньонами по перевозке соли Гопиенко, Куяниченко и Куценко. При заселении Нижнего Еруслана хуторяне вошли в состав нового селения, им была нарезана земля наравне с другими жителями. Название Нижний Еруслан было дано властью в противовес Верхнему Еруслану (ныне Карпёнка Краснокутского района) из той же волны переселения 1840 года. Название использовалось до конца XIX века, пока не появились ещё такие же пары Верхний-Нижний Еруслан. Это приводило к путанице, из-за чего с конца XIX века всё чаще использовалось название Логиновка, образованное от первоначального хутора солевозцев.

## История

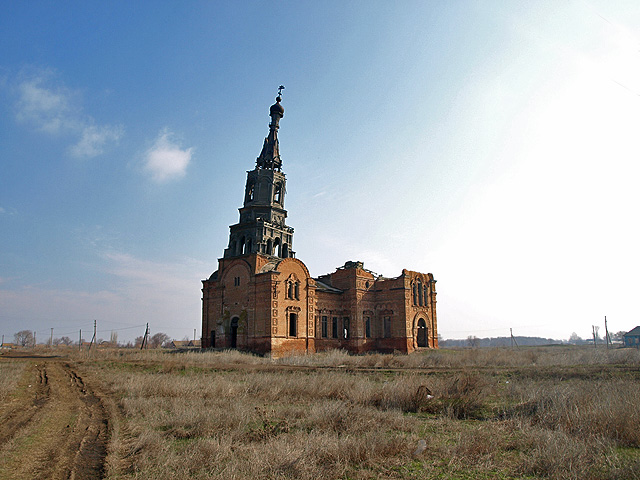
Церковь Казанской иконы Божией Матери

Участок заволжской степи под номером XIV при реке Еруслане был намежеван в 1838 году по распоряжению начальника межевания Саратовской губернии подполковника Тетеревятникова землемерами: старшим Стецевичем и младшим Мигановичем для поселения 750 мужских душ. Переселенцам было отмерено 11250 десятин пахотной земли и 2299 десятин неудобной (то есть под пастбища и сенокос). Вскоре, в 1840-1844 годах, участок был заселен селом Нижним Ерусланом из государственных крестьян, в основном Тамбовской губернии (село Лубны Лебедянского уезда — 127 душ, село Алгасово Моршанского уезда — 9 душ и село Ракша того же уезда — 5 душ), большинство же крестьян Моршанского и Лебедянского уездов записаны без указания селений. Бесфамильная семья Ивана Емельяновича из двух мужских душ прибыла из Тульской губернии. Нижний Еруслан относился к Новоузенскому уезду сначала Саратовской, а с 1851 года — Самарской губернии. В селе имелись земская и церковно-приходская школы, восемь ветряных мельниц и кирпичный завод, в местную церковь Казанской иконы Божией Матери съезжались венчаться со всего уезда.

## Население
| 1859 | 1889 | 1897 | 1910 | 1926 | 1987 |
| ---- | ---- | ---- | ---- | ---- | ---- |
| 1591 | 2375 | 2486 | 2907 | 2324 | ≈660 |

| 2002 | 2010 |
| ---- | ---- |
| 830  | ↘797 |

### Национальный состав
Согласно результатам переписи 2002 года большинство населения составляли русские (78 %).

## Известные жители
- Парфён Яковлевич Гопиенко, герой Русско-турецкой войны 1877—1878 годов.

## Инфраструктура
В Логиновке имеется средняя общеобразовательная школа.
Личное подсобное хозяйство с зоной сельскохозяйственного использования, индивидуальная застройка усадебного типа.
Основа экономики — сельское хозяйство.

## Достопримечательности
Храм 1913 года постройки, безвозвратно разрушающийся в Логиновке, в народе называют Пизанской башней Саратовской области. Заложена церковь была 26 июля 1909 года. Жители хотели просторную каменную церковь, поскольку старая церковь, построенная более 50 лет назад и освященная 26 мая 1859 года, была тесна и обветшала. Но грунт оказался слаб, на глубине 4 метров обнаружилась вода, и общество решило построить деревянную церковь, обложенную кирпичом, той же вместимости — 1800 человек. Проект подготовил Саратовский епархиальный архитектор Алексей Маркович Салько. Строительство продолжалось до 1913 года, 13 декабря благочинным Иоанном Орловым в сослужении местного духовенства был освящен главный престол во имя Казанской иконы Божией Матери, 14 декабря — правый придельный во имя Святых Апостолов Петра и Павла. Большевиками церковь была разграблена, в ней в предвоенные годы располагались казармы. В годы Великой Отечественной войны в ней жили немцы, взятые в плен в Сталинграде. После войны и до 1980-х годов здание принадлежало местной пекарне, в нём размещались зерновой и продовольственный склады.
По рассказам старожилов, в храме были удивительной красоты иконостас и фрески, редкие для глухой заволжской провинции. В логиновский храм приезжали венчаться из окрестных сёл и даже из Новоузенска, хотя там были свои церкви.